# Bahnstrecke Fonda Junction–Iberville
| Streckenlänge: | 56 km                |                                             |                                             |
| Spurweite: | 1435 mm (Normalspur) |                                             |                                             |
| |                      |                                             |                                             |
| \| \| \| von Essex Junction \| \| \| \| 0 \| Fonda Junction VT (früher Swanton Junction) \| Fonda Junction VT (früher Swanton Junction) \| \| \| \| nach Rouses Point \| \| \| \| \| Missisquoi River \| \| \| \| \| Anschluss Steinbruch \| \| \| \| \| Verbindung nach Lunenburg \| \| \| \| 3 \| East Swanton VT \| East Swanton VT \| \| \| \| Strecke Lunenburg–Maquam \| \| \| \| \| Verbindung von Lunenburg \| \| \| \| 10 \| Highgate Springs VT \| Highgate Springs VT \| \| \| \| Vermont (USA) / Québec (Kanada) \| \| \| \| 18 \| St.-Armand QC \| St.-Armand QC \| \| \| \| von Sorel \| \| \| \| \| von Philipsburg \| \| \| \| 27 \| Stanbridge QC \| Stanbridge QC \| \| \| \| Rivière aux Brochets \| \| \| \| 32 \| Des Rivières QC \| Des Rivières QC \| \| \| 43 \| Saint-Alexandre QC \| Saint-Alexandre QC \| \| \| \| von Waterloo \| \| \| \| 56 \| Iberville QC \| Iberville QC \| \| \| \| Strecke Saint-Hyacinthe–Noyan Jct. \| \| \| \| \| nach Saint-Jean-sur-Richelieu \| \| |                      |                                             |                                             |
| Strecke |                      | von Essex Junction                          | von Essex Junction                          |
| ehemaliger Bahnhof | 0                    | Fonda Junction VT (früher Swanton Junction) | Fonda Junction VT (früher Swanton Junction) |
| Abzweig geradeaus und nach links |                      | nach Rouses Point                           | nach Rouses Point                           |
| Brücke über Wasserlauf |                      | Missisquoi River                            | Missisquoi River                            |
| Betriebs-/Güterbahnhof Strecke ab hier außer Betrieb |                      | Anschluss Steinbruch                        | Anschluss Steinbruch                        |
| Abzweig geradeaus und nach rechts (Strecke außer Betrieb) |                      | Verbindung nach Lunenburg                   | Verbindung nach Lunenburg                   |
| Bahnhof (Strecke außer Betrieb) | 3                    | East Swanton VT                             | East Swanton VT                             |
| Kreuzung (Strecken außer Betrieb) |                      | Strecke Lunenburg–Maquam                    | Strecke Lunenburg–Maquam                    |
| Abzweig geradeaus und von rechts (Strecke außer Betrieb) |                      | Verbindung von Lunenburg                    | Verbindung von Lunenburg                    |
| Bahnhof (Strecke außer Betrieb) | 10                   | Highgate Springs VT                         | Highgate Springs VT                         |
| Grenze (Strecke außer Betrieb) |                      | Vermont (USA) / Québec (Kanada)             | Vermont (USA) / Québec (Kanada)             |
| Bahnhof (Strecke außer Betrieb) | 18                   | St.-Armand QC                               | St.-Armand QC                               |
| Abzweig geradeaus, nach rechts und von rechts (Strecke außer Betrieb) |                      | von Sorel                                   | von Sorel                                   |
| Abzweig geradeaus und von links (Strecke außer Betrieb) |                      | von Philipsburg                             | von Philipsburg                             |
| Bahnhof (Strecke außer Betrieb) | 27                   | Stanbridge QC                               | Stanbridge QC                               |
| Brücke über Wasserlauf (Strecke außer Betrieb) |                      | Rivière aux Brochets                        | Rivière aux Brochets                        |
| Haltepunkt / Haltestelle (Strecke außer Betrieb) | 32                   | Des Rivières QC                             | Des Rivières QC                             |
| Bahnhof (Strecke außer Betrieb) | 43                   | Saint-Alexandre QC                          | Saint-Alexandre QC                          |
| Abzweig geradeaus und von rechts (Strecke außer Betrieb) |                      | von Waterloo                                | von Waterloo                                |
| Bahnhof (Strecke außer Betrieb) | 56                   | Iberville QC                                | Iberville QC                                |
| Kreuzung (Strecken außer Betrieb) |                      | Strecke Saint-Hyacinthe–Noyan Jct.          | Strecke Saint-Hyacinthe–Noyan Jct.          |
| Strecke (außer Betrieb) |                      | nach Saint-Jean-sur-Richelieu               | nach Saint-Jean-sur-Richelieu               |

Die Bahnstrecke Fonda Junction–Iberville ist eine Eisenbahnstrecke in Vermont (Vereinigte Staaten) und Québec (Kanada). Sie ist 56 Kilometer lang und verbindet unter anderem die Städte Swanton, Saint-Armand, Stanbridge und Iberville. Die Strecke ist bis auf einen kurzen Güteranschluss bei Fonda Junction stillgelegt.

## Geschichte
Die Vermont Central Railroad hatte 1851 eine Strecke nach Rouses Point gebaut, um Züge nach Montreal führen zu können. Die Verbindung war jedoch ein Umweg und daher nicht zufriedenstellend. Man gründete also in Kanada die Montreal and Vermont Junction Railway und baute eine Zweigstrecke, die in Swanton Junction (heute Fonda Junction) von der Vermont-Central-Hauptstrecke abzweigte und auf direkterem Weg in Richtung Norden führte. In Iberville schloss sie an eine bestehende Strecke der Stanstead, Shefford and Chambly Railroad an, die durch die Vermont Central aufgekauft wurde. Die neue Verbindung ging am 18. November 1864 in Betrieb. Fortan fuhren die Züge der Vermont Central nach Montreal über diese Strecke und der Umweg über Rouses Point entfiel.
Der lokale Verkehr entlang der Strecke war spärlich. Die Strecke sollte eine Abkürzung werden und wurde daher weitgehend geradlinig geführt, ohne Rücksicht auf die Lage der Orte in der Nähe der Trasse. So liegt der Bahnhof Stanbridge drei Kilometer von der nächsten größeren Siedlung Bedford entfernt. Auch Teile des Durchgangsverkehrs entfielen ab 1897, als eine weitere Strecke von der Hauptstrecke der inzwischen in Central Vermont Railway (CV) umgegründeten Bahngesellschaft in Richtung Norden durch die Canada Atlantic Railway eröffnet worden war, die durch die CV mitgenutzt werden durfte. 1946 wurden alle Expresszüge nach Montreal über diese Strecke umgeleitet und der Personenverkehr auf der als St. Armand Subdivision bezeichneten Strecke eingestellt. Auf dem kanadischen Streckenteil endete 1952 der Güterverkehr, 1956 auch zwischen East Swanton und Highgate Springs. In East Swanton kreuzte die Bahnstrecke der St. Johnsbury and Lamoille County Railroad, auf die regelmäßig Wagen übergeben wurden. Nachdem auf dieser Strecke eine Brücke in Swanton nicht mehr befahren werden konnte, ließ die Gesellschaft ihre Züge zwischen East Swanton und Fonda Junction fahren und übergab sie statt in Swanton in Fonda Junction an die CV. 1980 endete dieser Verkehr und schließlich wurde 2004 der Abschnitt von einem Steinbruch südlich von East Swanton bis zum Kreuzungsbahnhof East Swanton offiziell stillgelegt. Das kurze Streckenstück bis zum Steinbruch wird seit 1995 durch die New England Central Railroad bedient, nachdem diese die CV übernommen hatte.

## Streckenbeschreibung
Die Strecke zweigt in Fonda Junction aus der Bahnstrecke Essex Junction–Rouses Point ab und führt nordwärts. Sie überquert den Missisquoi River und nach etwa zwei Kilometern enden heute die Gleise am Verladebahnhof des Steinbruchs. Kurz danach erreicht die Trasse den Kreuzungsbahnhof East Swanton, wo Verbindungskurven aus beiden Richtungen auf die kreuzende Strecke in Richtung Osten bestanden. Die Strecke führt weiter nordwärts bis Highgate Springs am Lake Champlain. Ab einem Punkt nördlich von East Swanton bis in Höhe der Rock River Bay wurde die Trasse für den Bau der Interstate 89 verwendet. Die stillgelegte Bahnstrecke führt weiter in nordöstliche Richtung über die kanadische Grenze und erreicht nach wenigen Kilometern Saint-Armand. Hier biegt sie in Richtung Norden und kurz darauf in Richtung Nordwesten ab und führt geradlinig weiter. Durch die landwirtschaftliche Nutzung des Trassengeländes nach der Stilllegung ist die Bahntrasse heute kaum noch erkennbar. Nur abschnittsweise ist die Trasse erhalten. Der Knotenbahnhof Stanbridge diente vornehmlich als Umsteigestation in Richtung Philipsburg, Bedford und Farnham. Die Siedlung Stanbridge Station, die um den Bahnhof entstand, zeugt noch heute von der einstigen Bahnanlage. Die Strecke mündet einige Kilometer östlich von Iberville in die 1858 eröffnete Bahnstrecke Saint-Jean-sur-Richelieu–Waterloo. Die wenigen lokalen Züge fuhren zumeist über diese Strecke bis Saint-Jean weiter.